# Walk Through This World with Me
Walk Through This World with Me è un album in studio del cantante statunitense George Jones, pubblicato nel 1967.

## Tracce
1. Walk Through This World With Me (Sandy Seamons, Kaye Savage)
2. The Shoe Goes on the Other Foot Tonight (Buddy Mize)
3. Sweet Thang (Nat Stuckey)
4. Am I That Easy to Forget (Carl Belew, W.S. Stevenson)
5. Apartment No. 9 (Johnny Paycheck, Bobby Austin)
6. There Goes My Everything (Dallas Frazier)
7. Life Turned Her That Way (Harlan Howard)
8. Almost Persuaded (Billy Sherrill, Glenn Sutton)
9. Lonely Street (Carl Belew, W.S. Stevenson, Kenny Sowder)
10. Don't Do It Darlin' (Webb Pierce)